# Oliver Stone - USA, la storia mai raccontata
Oliver Stone - USA, la storia mai raccontata (The Untold History of the United States o Oliver Stone's Untold History of the United States) è una docu-serie del 2012 creata, diretta, prodotta e narrata da Oliver Stone sulle ragioni della Guerra fredda, l'uso della bomba atomica e il cambiamento nel ruolo globale dell'America dalla caduta del comunismo.

## Episodi
| Nº | Titolo originale                                        | Titolo italiano                                                      |
| -- | ------------------------------------------------------- | -------------------------------------------------------------------- |
| 1  | World War II                                            | La seconda guerra mondiale                                           |
| 2  | Roosevelt, Truman & Wallace                             | Roosevelt, Truman & Wallace                                          |
| 3  | The Bomb                                                | La bomba atomica                                                     |
| 4  | The Cold War: 1945-1950                                 | Inizia la guerra fredda                                              |
| 5  | The '50s: Eisenhower, the Bomb & The Third World        | Gli anni '50 Eisenhower, la bomba atomica e il terzo mondo           |
| 6  | JFK: To the Brink                                       | JFK: sull'orlo della guerra nucleare                                 |
| 7  | Johnson, Nixon & Vietnam: Reversal of Fortune           | Il Vietnam: da Johnson a Nixon                                       |
| 8  | Reagan, Gorbachev & Third World: Rise of the Right      | Reagan, Gorbachev e il terzo mondo: l'ascesa della destra            |
| 9  | Bush & Clinton: American Triumphalism – New World Order | Bush e Clinton: il trionfalismo americano e il nuovo ordine mondiale |
| 10 | Bush & Obama: Age of Terror                             | Georg W. Bush e Obama: l'era del terrorismo                          |

### Prequel
Solo su DVD, Blu-ray e Netflix.
| Nº        | Anni      | Titolo originale                                     |
| --------- | --------- | ---------------------------------------------------- |
| Episode A | 1900-1920 | World War I, The Russian Revolution & Woodrow Wilson |
| Episode B | 1920-1940 | Roosevelt, Hitler, Stalin: The Battle of Ideas       |

## Produzione e distribuzione
Oliver Stone e lo storico della American University Peter J. Kuznick hanno iniziato a lavorare sul progetto nel 2008. Stone, Kuznick e lo sceneggiatore britannico Matt Graham hanno scritto la sceneggiatura. La miniserie di documentari per Showtime aveva il titolo provvisorio di Secret History of America di Oliver Stone. La serie tratta "le ragioni alla base della guerra fredda con l'Unione Sovietica, la decisione del presidente degli Stati Uniti Harry Truman di lanciare la bomba atomica sul Giappone e i cambiamenti nel ruolo globale dell'America dalla caduta del comunismo". Stone è il regista e il narratore dei dieci episodi regolari e due episodi prologo. La serie è un riesame di alcune delle parti sottostimate e più oscure della storia moderna americana, usando documenti poco conosciuti e materiale d'archivio appena scoperto. La serie guarda oltre le versioni ufficiali degli eventi per le cause e le implicazioni più profonde ed esplora come gli eventi del passato abbiano ancora temi risonanti per il presente.
I primi tre episodi della serie sono stati presentati al New York Film Festival il 6 ottobre 2012, ottendendo da Indiewire un giudizio "estremamente convincenti" e "audace". La serie è stata presentata personalmente da Stone al Subversive Festival il 4 maggio 2013, a Zagabria, in Croazia, che accanto a proiezioni cinematografiche ha incluso dibattiti e conferenze pubbliche di eminenti intellettuali come Slavoj Žižek e Tariq Ali.
Stone ha descritto il progetto come "la cosa più ambiziosa che abbia mai fatto". La produzione ha richiesto quattro anni per essere completata. Stone ha confessato: "La produzione doveva durare due anni, ma ci sono stati dei ritardi". La première è stata finalmente fissata per il 12 novembre 2012. Stone ha speso personalmente 1 milione di dollari americani per il film mentre il budget passò dai 3 milioni di dollari ai 5 milioni di dollari.
La serie è stata presentata in anteprima su Showtime nel novembre 2012. I produttori esecutivi erano Oliver Stone, Tara Tremaine e Rob Wilson. È stato anche pubblicato un libro con lo stesso nome.
Oliver Stone - USA, la storia mai raccontata è stato pubblicato su Blu-ray il 15 ottobre 2013. Tutti e dieci gli episodi sono presenti su quattro dischi, e la versione Blu-ray include anche vari contenuti bonus, oltre ai due episodi di prologo. Il primo episodio del prologo riguarda la prima guerra mondiale, la rivoluzione russa e Woodrow Wilson. Il secondo episodio del prologo mette in evidenza l'era della prima guerra mondiale di Franklin D. Roosevelt, Adolf Hitler e Joseph Stalin. La serie è stata distribuita su DVD il 4 marzo 2014.

## Libro
La serie di dieci episodi è completata da un libro di 750 pagine, The Untold History of the United States, anch'esso scritto da Stone e Kuznick, pubblicato il 30 ottobre 2012 da Simon & Schuster.

## Elenco di film e programmi TV usati
Oliver Stone ha utilizzato clip di circa 60 film e telefilm per la realizzazione del documentario. Ecco una lista di alcuni dei film e telefilm usati da Stone:

### Cinema
- Nascita di una nazione (1915)
- Legione nera (1937)
- Mr. Smith va a Washington (1939)
- I ruggenti anni venti (1939)
- Il mago di Oz (1939)
- Quarto potere (1941)
- Arriva John Doe (1941)
- Delitti senza castigo (1942)
- Per chi suona la campana (1943)
- Prigioniera di un segreto (1943)
- I migliori anni della nostra vita (The Best Years of Our Lives) (1946)
- Iwo Jima, deserto di fuoco (1949)
- Cielo di fuoco (1949)
- I Was a Communist for the FBI (1951)
- La guerra dei mondi (1953)
- Godzilla (1954)
- L'invasione degli ultracorpi (1956)
- L'uomo dal vestito grigio (1956)
- Psyco (1960)
- Va' e uccidi (1962)
- 55 giorni a Pechino (1963)
- Il dottor Stranamore - Ovvero: come ho imparato a non preoccuparmi e ad amare la bomba (1964)
- Sette giorni a maggio (1964)
- La battaglia di Algeri (1966)
- Z - L'orgia del potere (1969)
- Patton (1970)
- Guerre stellari (1977)
- The Private Files of J. Edgar Hoover (1977)
- Apocalypse Now (1979)
- I cancelli del cielo (1980)
- Il ritorno dello Jedi (1983)
- The Day After - Il giorno dopo (1983)
- Rambo 2 - La vendetta (1985)
- Salvador (1986)
- Gunny (1986)
- Wall Street (1987)
- Rambo III (1988)
- Truman (1995)
- Salvate il soldato Ryan (1998)
- Il gladiatore (2000)
- Thirteen Days (2000)
- Alì (2001)
- Black Hawk Down - Black Hawk abbattuto (2001)
- Pearl Harbor (2001)
- Syriana (2005)
- Borat (2006)
- The Good Shepherd - L'ombra del potere (2006)
- La guerra di Charlie Wilson (2007)
- Act of Valor (2012)
- Safe House - Nessuno è al sicuro (2012)
- Seal Team Six: The Raid on Osama Bin Laden (2012)
- Zero Dark Thirty (2012)

### Televisione
- 24
- Father Knows Best
- Homeland - Caccia alla spia
- Saturday Night Live
- Survivor
- Ai confini della realtà

## Untold History Education Project
Nell'ottobre del 2013, Stone, Kuznick ed Eric Singer hanno lanciato Untold History Education Project per approfondire le narrazioni e gli eventi discussi nella serie e nel libro. Il progetto è dedicato alla promozione del pensiero critico e del dibattito tra studenti e insegnanti negli high school e nelle università. Con il contributo di educatori e storici Stone, Kuznick e Singer hanno anche progettato una guida per la serie e dei piani di lezioni basati su fonti primarie per ogni episodio.